# Panorpa fengyanga
Panorpa fengyanga — вид комах з ряду скорпіонниць (Panorpidae). Описаний у 2022 році. Ендемік Китаю. Поширений у провінції Чжецзян.